# Фельс, Лукас
Лукас Фельс (нем. Lucas Fels; род. 1962, Лёррах, Германия) — немецкий виолончелист.
Учился во Фрайбурге у Кристофа Хенкеля, в Амстердаме у Аннера Бейлсмы, во Флоренции у Амадео Бальдовино, занимался также в мастер-классах Бруно Каннино, Антонио Янигро, Зигфрида Пальма и др. В 1985 г. был одним из основателей камерного ансамбля «Ensemble Recherche», специализирующегося на современной академической музыке, и в его составе участвовал в премьерных исполнениях более 400 произведений разных авторов. В качестве солиста Фельс впервые исполнил виолончельный концерт Вольфганга Рима («Стикс и Лета», 1998), играл Вальтера Циммермана, Хельмута Лахенмана и других современных авторов. С 2006 г. Лукасу Фельсу принадлежит партия виолончели в Квартете Ардитти.